# Eupsilia brunneor
Eupsilia brunneor là một loài bướm đêm trong họ Noctuidae.